# Colonisation de Titan

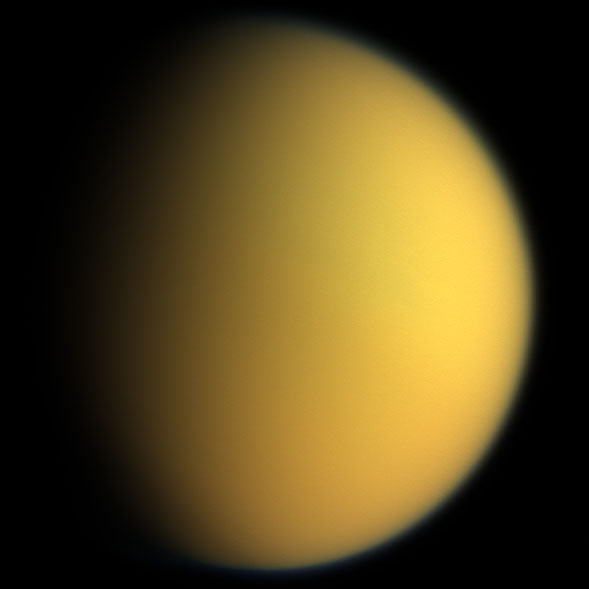
Titan, en couleurs naturelles.

L'éventualité d'une colonisation de Titan a été proposée par l'ingénieur aérospatial et nucléaire américain Robert Zubrin qui donna à Saturne, Uranus et Neptune le surnom de « Golfe Persique du système solaire », car il représente la plus grande source de deutérium et d'hélium 3 pour développer une économie du nucléaire. Le système de Jupiter est le moins attractif pour le développement de collectes de ressources sur les géantes gazeuses, à cause de sa ceinture de radiation. En particulier, Zubrin identifia Saturne comme étant la plus avantageuse et la plus importante des trois, à cause de la proximité de ses lunes, de basses radiations, et d'un excellent système lunaire. Il désigna Titan comme la lune la plus importante pour le développement d'une base dans le système saturnien.
Si Zubrin est le premier à évoquer cette colonisation dans le cadre « officiel » de ses fonctions à la NASA, une étude scientifique de cette colonisation avait été faite bien auparavant par l'écrivain britannique de science-fiction Arthur C. Clarke, étude qu'il avait mise en scène dans son œuvre Terre, planète impériale.

## Matières premières
Le Dr Zubrin a démontré que Titan possède les éléments nécessaires à la vie. L'atmosphère de Titan contient de l'azote et du méthane en grande quantité ; il semble qu'il y ait du méthane liquide, de l'eau liquide et de l'ammoniac sous la surface ; ils sont souvent déposés au-dessus de celle-ci par cryovolcanisme. L'eau pourrait être utilisée pour générer de l'oxygène. L'azote est idéal pour ajouter la pression partielle de gaz amortisseurs à l'air respirable. L'eau et le méthane peuvent être utilisés pour produire le carburant et le comburant des propulseurs de fusée et du combustible pour l'énergie. L'azote, le méthane et l'ammoniac peuvent tous être utilisés comme fertilisants pour produire la nourriture.

## Atmosphère
Titan a une pression atmosphérique égale à 1,5 fois celle de la Terre (que l'on trouve approximativement 5 m sous l'eau sur Terre). Cela signifie que l'air pressurisé d'éventuels vaisseaux ou habitats serait relativement à la même pression que l'extérieur, réduisant les difficultés de structures adaptés pour les vaisseaux et habitats comparativement aux pressions basses ou inexistantes de la Lune, de Mars ou des astéroïdes. L'épaisse atmosphère devrait aussi empêcher la pénétration des radiations, contrairement à la Lune, à Mars ou aux astéroïdes.
En revanche, l'atmosphère de Titan contient du cyanure d'hydrogène, qui est extrêmement toxique pour l'Homme : même une très petite quantité est létale.

## Gravité
Titan a une gravité à sa surface de 0,14 g, un peu moins que sur la Lune. Les effets de la faible pesanteur sur la santé humaine seraient donc un problème significatif pour l'occupation à long terme de Titan, plus que sur Mars (où la gravité est plus du double). Les effets d'une gravité réduite sur la santé sont encore un champ de recherche actif.
Ils peuvent inclure une baisse de la densité osseuse, une baisse de la densité musculaire et un affaiblissement du système immunitaire. Les astronautes en orbite autour de la Terre sont restés en impesanteur un an ou plus parfois. Les contre-mesures efficaces face aux effets négatifs de la faible pesanteur sont bien établies, en particulier les exercices physiques quotidiens qui sont assez nombreux. La variation des effets négatifs en fonction des différents niveaux de la faible pesanteur ne sont pas connus, puisque toutes les recherches dans ce secteur sont limitées aux humains dans la pesanteur nulle. Il en va de même pour les effets potentiels de la faible pesanteur sur le développement fœtal et pédiatrique. On a présumé que des enfants nés et élevés en faible pesanteur comme sur Titan ne seraient pas bien adaptés pour la vie sous une pesanteur plus élevée comme celle de la Terre.

## Température
La température sur Titan est d'environ 94 K (−179,15 °C), ainsi l'isolation et la gestion de la chaleur y seraient des soucis significatifs. Bien que la pression atmosphérique en surface soit environ 1,5 fois celle de la Terre au niveau de la mer, en raison de la température plus froide, la densité de l'air est d'environ 4,5 fois celle du niveau de la mer sur Terre.
Cette densité substantielle devrait modérer les variations de température avec le temps et d'un lieu à l'autre, en reproduisant presque les mêmes types de changement de température du cycle jour/nuit et des saisons qui surviennent sur Terre. L'étroite gamme de variation de la température réduit les difficultés des technologies structurales. Malgré le fait que le jour solaire de Titan fait près de 16 jours terrestres et que chaque saison (printemps, été, automne, hiver ; marqués par l'inclinaison de ~26,7°) dure entre sept et huit ans.
L'épaisseur relative de l'atmosphère combinée avec le froid extrême pose des problèmes supplémentaires à résoudre pour l'habitation humaine.

## Vol sur Titan
Le rapport très élevé de la densité atmosphérique à la pesanteur extérieure réduit également de façon considérable l'envergure requise pour qu'un avion maintienne son altitude, à tel point qu'un humain pourrait s'attacher des ailes et voler en toute liberté dans l'atmosphère.

## Sources